# Rouvres-Saint-Jean
Rouvres-Saint-Jean ist eine französische Gemeinde mit 299 Einwohnern (Stand 1. Januar 2022) im Département Loiret in der Region Centre-Val de Loire. Sie gehört zum Arrondissement Pithiviers und zum Kanton Pithiviers. 
Sie grenzt im Westen an Abbéville-la-Rivière, im Norden an Roinvilliers, im Osten an Blandy und im Süden an Sermaises.

## Bevölkerungsentwicklung
| Jahr      | 2962 | 1968 | 1975 | 1982 | 1990 | 1999 | 2006 | 2018 |
| --------- | ---- | ---- | ---- | ---- | ---- | ---- | ---- | ---- |
| Einwohner | 207  | 246  | 212  | 209  | 193  | 233  | 228  | 291  |

## Sehenswürdigkeiten

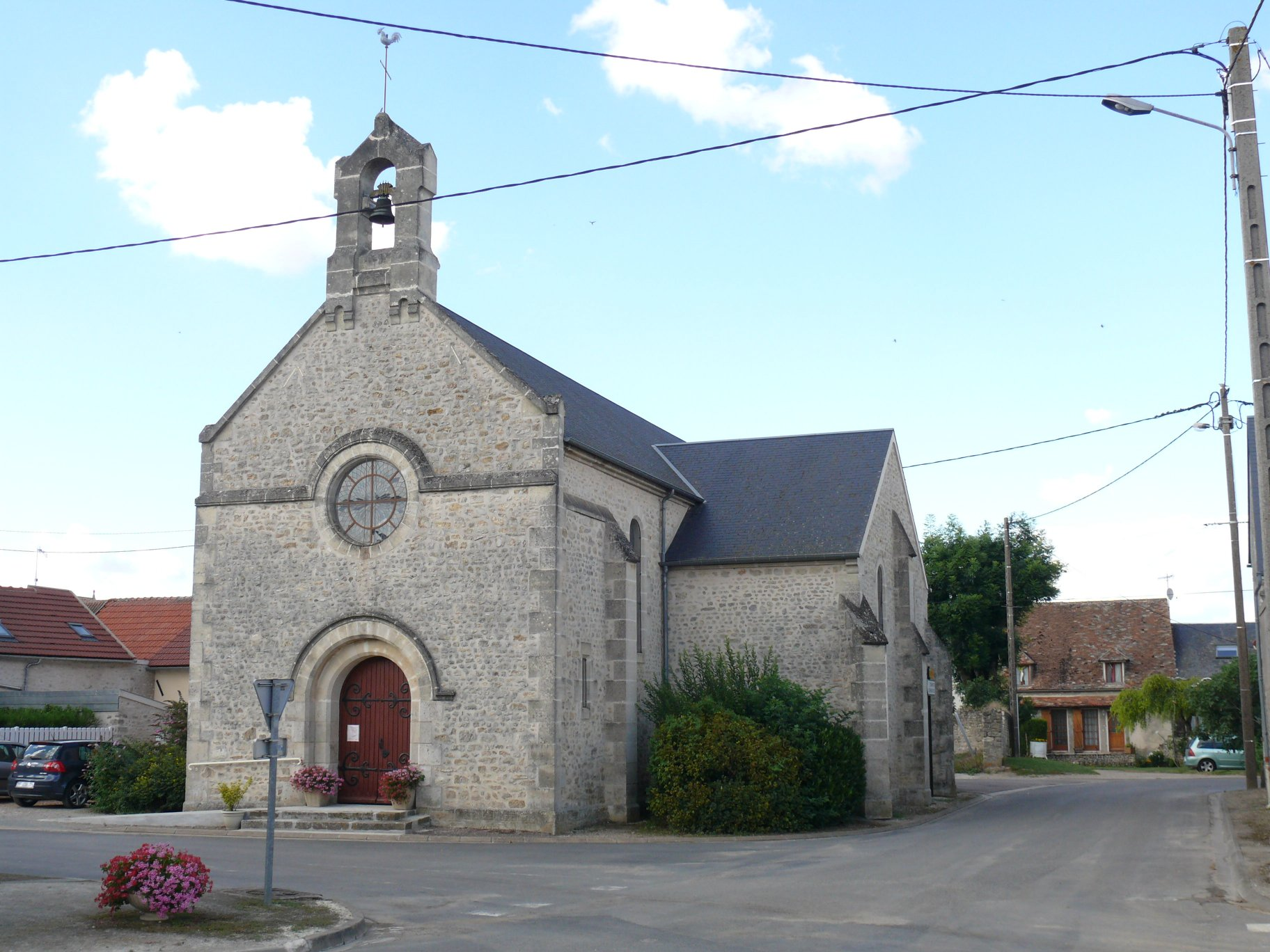
Kirche Saint-Jean-Baptiste

- Kriegerdenkmal
- Kirche Saint-Jean-Baptiste